# Delfí Geli
Delfí Geli Roura (Salt, 22 april 1969) is een Spaans voormalig profvoetballer. Hij speelde als verdediger.

## Clubvoetbal
Geli begon zijn profloopbaan in 1987 bij Girona FC. In 1989 werd hij gecontracteerd door FC Barcelona, waar de verdediger vooral voor het tweede elftal Barcelona Atlètic speelde. Op 31 januari 1990 speelde Geli tegen Real Oviedo zijn eerste en tevens enige competitiewedstrijd voor het eerst elftal van de club. In 1991 vertrok hij naar Albacete Balompié, waar hij tot 1994 speelde. Vervolgens stond Geli van 1994 tot 1999 onder contract bij Atlético Madrid. Bij Los Rojiblancos won hij in 1996 zowel de Spaanse landstitel als de Copa del Rey. Na een seizoen bij wederom Albacete Balompié in 1999/2000, kwam Geli in 2000 bij Deportivo Alavés. Met deze club haalde hij in 2001 de finale van de UEFA Cup, die na verlengingen met 5-4 werd verloren van Liverpool FC. In de 117e minuut verwerkte Geli een vrije trap van Gary McAllister ongelukkig in eigen doel, waardoor Liverpool FC de wedstrijd won. Geli bleef tot 2003 bij Deportivo Alavés, waarna hij terugkeerde bij Girona FC. In 2005 beëindigde de verdediger zijn loopbaan als profvoetballer.

### Statistieken
| seizoen | club              | land            | competitie         | wed. | goals |
| ------- | ----------------- | --------------- | ------------------ | ---- | ----- |
| 1987/88 | Girona FC         | Vlag van Spanje | Segunda División B | 30   | 0     |
| 1988/89 | Girona FC         | Vlag van Spanje | Tercera División   | ??   | ?     |
| 1989/90 | FC Barcelona B    | Vlag van Spanje | Segunda División B | ??   | ?     |
| 1989/90 | FC Barcelona      | Vlag van Spanje | Primera División   | 1    | 0     |
| 1990/91 | FC Barcelona B    | Vlag van Spanje | Segunda División B | ??   | ?     |
| 1991/92 | Albacete Balompié | Vlag van Spanje | Segunda División A | 32   | 0     |
| 1992/93 | Albacete Balompi] | Vlag van Spanje | Segunda División A | 35   | 4     |
| 1993/94 | Albacete Balompié | Vlag van Spanje | Segunda División A | 36   | 5     |
| 1994/95 | Atlético Madrid   | Vlag van Spanje | Primera División   | 36   | 6     |
| 1994/95 | Atlético Madrid   | Vlag van Spanje | Primera División   | 39   | 1     |
| 1995/96 | Atlético Madrid   | Vlag van Spanje | Primera División   | 30   | 1     |
| 1996/97 | Atlético Madrid   | Vlag van Spanje | Primera División   | 28   | 1     |
| 1997/98 | Atlético Madrid   | Vlag van Spanje | Primera División   | 6    | 0     |
| 1998/99 | Atlético Madrid   | Vlag van Spanje | Primera División   | 21   | 6     |
| 1999/00 | Albacete Balompié | Vlag van Spanje | Segunda División A | 23   | 4     |
| 2000/01 | Deportivo Alavés  | Vlag van Spanje | Primera División   | 35   | 2     |
| 2001/02 | Deportivo Alavés  | Vlag van Spanje | Primera División   | 33   | 3     |
| 2002/03 | Deportivo Alavés  | Vlag van Spanje | Primera División   | 32   | 0     |
| 2003/04 | Girona FC         | Vlag van Spanje | Segunda División B | ??   | ?     |
| 2004/05 | Girona FC         | Vlag van Spanje | Segunda División B | ??   | ?     |

## Nationaal elftal
Geli speelde vier wedstrijden in het Spaans nationaal elftal. Zijn debuut was op 15 januari 1992 tegen Portugal. Later speelde hij nog tegen de Sovjet-Unie op 19 februari 1992, de Verenigde Staten op 11 maart 1992 en Mexico op 27 januari 1993. Daarnaast speelde Geli meerdere interlands voor het Catalaans elftal, waarvan de laatste in mei 2002 tegen Brazilië.